# Acinipe eulaliae
Acinipe eulaliae is een rechtvleugelig insect uit de familie Pamphagidae. De wetenschappelijke naam van deze soort is voor het eerst geldig gepubliceerd in 2009 door Olmo-Vidal.
1. ↑  (en) Acinipe eulaliae op de IUCN Red List of Threatened Species.